# 温刚
温刚（1966年8月—），男，汉族，山西太原人，中华人民共和国政治人物，现任中国共产党第二十届中央委员会候补委员，中国船舶集团有限公司董事长。
2024年12月，卸任中国船舶集团有限公司董事长。